# انقلاب أبيض
انقلاب أبيض أحد أنواع الانقلابات لتغيير نظام الحكم وذلك بدون استخدام الوسائل العسكرية.

## أمثلة
- السلطان قابوس بن سعيد على والده السلطان سعيد بن تيمور في 23 يوليو 1970م.
- انقلاب حمد بن خليفة على والده عام 1995.
- انقلاب إعلي ولد محمد فال عام 2005 والذي أطاح بالرئيس معاوية ولد سيدي أحمد الطايع.
- انقلاب هواري بومدين في 19 يونيو 1965 والذي أطاح بالرئيس أحمد بن بلة.
- .انقلاب الملك فيصل بن عبد العزيز في 2 نوفمبر 1964 على اخيه الملك سعود.